# Мурата, Саяка
Саяка Мурата (яп. 村田 沙耶香 Мурата Саяка) — японская писательница и эссеистка.

## Биография
Родилась 14 августа 1979 года в городе Индзай в префектуре Тиба. Окончила женскую школу при Университете Нисёгакуся, в школе Мурата занимала должность старшей по клубу искусств. Выпускница литературного факультета университета Тамагава. Среди учителей Мураты — писатель Акио Мияхара.
По состоянию на 2016 год работала в магазине у дома на неполную ставку. По словам писательницы, работа даёт ей пищу для размышлений и сюжеты для книг.
Писала с юности, вступительное сочинение Мураты «Идеал» (яп. 理想 Рисо:) высоко оценили на экзаменах. Литературный дебют — книга «Кормление грудью» (яп. 授乳 Дзюню:), за которую Мурата была награждена Премией Гундзо для начинающих писателей. Работы Мураты четыре раза приносили ей номинацию на премию Мисимы (один раз успешную). В 2016 году за рассказ «Человек-комбини» (яп. コンビニ人間 Комбини нингэн), опубликованный в журнале «Бунгакукай», Мурата получила премию Акутагавы, это была первая её номинация на данную премию.

## Награды
- 2009 — Премия Номы за лучший литературный дебют[яп.] за рассказ «Серебристая песня» (яп. ギンイロノウタ Кин-иро но ута)[2]
- 2013 — Премия Мисимы за рассказ «О белом городе, о температуре его костей» (яп. しろいろの街の、その骨の体温の Сиро-иро но мати но, соно хонэ но тайон но)[4]
- 2014 — Премия «Sense of Gender»[англ.] за рассказ «Деторождение-убийство» (яп. 殺人出産 Сацудзин сюссан)
- 2016 — Премия Акутагавы за рассказ «Человек-комбини» (яп. コンビニ人間 Комбини нингэн)
- 2016 — Премия Vogue Japan «Женщина года»[9]
- 2016 — Премия Yahoo!Search в категории «писатели»[10]

### Номинации
- 2009 — Премия Мисимы за рассказ «Серебристая песня» (яп. ギンイロノウタ Кин-иро но ута)
- 2010 — Премия Мисимы за рассказ «Вода, которую сосут звёзды» (яп. 星が吸う水 Хоси га су: мидзу)
- 2012 — Премия Мисимы за рассказ «Дверь домой» (яп. タダイマトビラ Тадайма тобира)